# Arene riisei
Arene riisei là một loài ốc biển nhỏ, là động vật thân mềm chân bụng sống ở biển thuộc họ Areneidae.